# Enjoy the Ride (Marie Serneholt)
Enjoy The Ride is het debuutalbum van de Zweedse popzangeres Marie Serneholt.

## Tracklisting
1. "Enjoy The Ride" - 3:10
2. "Wasted Love" - 3:15
3. "That's The Way My Heart Goes" - 3:34
4. "I Need A House" - 3:00
5. "Beyond Tonight" - 4:20
6. "I Love Making Love In The Morning" - 3:31
7. "The Boy I Used To Know" - 2:50
8. "Calling All Detectives" - 3:56
9. "Can't Be Loved" - 3:53
10. "Oxygen" - 4:23